# حازم بك
حازم بك بن يوسف باشا بن شمدين أغا هو سياسي عراقي كردي، ولد 23 آذار 1901 في زاخو التي كانت حينها تابعة لولاية الموصل العثمانية. وكان يعرف بـ«أبي الفقراء».

## نبذة
حازم بك (بالكردية Hazim Beg) وهو أول شخص يصبح وزيرا في المملكة العراقية بعد تأسيسها من أهالي مدينة زاخو وذلك في عام 1950 م ولد حازم يوسف پاشا آل شمدين بك في سنة 1901 م الموافق لشهر ذو الحجة من سنة 1318 هجرية في مدينة زاخو أنتخب حازم بك نائبا عن لواء الموصل لأول مرة بتاريخ 26 تموز من سنة 1925 م وللدورات 9,7,6,5,2,1 . انتمى حازم بك إلى حزب التقدم في سنة 1925 م ثم إلى حزب الوحدة الوطنية في عام 1934 م  عين حازم بك عضوا في مجلس الأعيان في سنة 1946 م وتقلد بعدها منصب وزير بلا وزارة في وزارة رئيس الوزراء توفيق السويدي الثالثة بتاريخ 5 شباط من عام 1950 م. توفي حازم بك في 1 حزيران من سنة 1954 م في مدينة الموصل 

## نسبه وعائلته
هو حازم بك بن يوسف باشا بن شمدين أغا بن حاجي بن أحمد بن بكر بن زيباري، وعائلة شمدين أغا كانت منذ القدم تمتلك الكثير من الأراضي والمزارع في زاخو وأطرافها.
كان له من الأبناء ديدار وهشيار وقيدار وبزار ونزيار ونزار وعمر وغاندي وبشار، ومن البنات هدار وهه زار وأزهار.

## تعليمه وثقافته
تلقى الدراسة في مدرسة زاخو وعلى يد أساتذة أكفاء حتى أصبح على درجة عالية من الثقافة، وكان يتقن اللغات الكردية والإنكليزية والعربية والفارسية والتركية، وكان مولعا برباعيات عمر الخيام ومتأثرا بسياسة غاندي.

## أهم أعماله
- في شهر آب من عام 1933 وأثناء قيام الحكومة العراقية بقمع تمرد الأثوريين حاول الجيش العراقي هدم محلة النصارى (وهي إحدى أحياء زاخو ذات الغالبية المسيحية) بحجة إيواء عناصر من المتمردين فعارض حازم بك هذا الأمر بشدة وبذل جهودا لوقف عملية الهدم مما أدى في النهاية إلى تراجع الجيش العراقي عن هدم محلة النصارى [5]
- إدخال زراعة القطن لأول مرة إلى المنطقة .
- ساهم في إعداد مشروع لفتح الشارع الرئيسي في المدينة والذي يربط بين جسري الفاروق والسعدون حيث سمي هذا الطريق باسمه بعد وفاته .
- عمل على ربط المدينة بخط من الأنابيب لنقل المياه العذبة من عين تلكبر إلى مركز المدينة وخصص نصبة 4 بالمئة من أرباحها لصالح الطلاب الفقراء.[6]
- ساهم في إيجاد مقاعد دراسية خارج العراق للطلبة المتفوقين من أهالي المدينة.[6]

## نشاطه السياسي
انتمى إلى حزب التقدم سنة 1925 ثم حزب الوحدة الوطنية (ئيككرتنا نيشتماني) عام 1934  وهذا الحزب كان برئاسة رئيس الوزراء في حينها علي جودت الأيوبي وبقي حازم بك في قيادة هذا الحزب إلى عام 1935 حيث تم حل الحزب.
وكذلك كان عضوا في حركة خويبون.
في عام 1925 انتخب حازم بك لعضوية مجلس النواب ومثل منطقته في 6 دورات لمجلس النواب العراقي من مجموع 15 دورة نيابية، وكما يلي:
- الدورة الأولى من 1 تشرين الثاني 1925 إلى 28 كانون الثاني 1928
- الدورة الثانية من 19 أيار 1928 إلى 1 تموز 1930
- الدورة الخامسة من 29 كانون الأول 1934 إلى 11 آذار 1935
- الدورة السادسة من 8 آب 1935 إلى 29 تشرين الأول 1936
- الدورة السابعة من 27 شباط 1937 إلى 26 آب 1937
- الدورة التاسعة من 12 حزيران 1939 إلى 9 حزيران 1943

كما شغل منصب عضو في مجلس الأعيان عام 1946.
شغل منصب وزير بلا وزارة في وزارة توفيق السويدي الثالثة عام 1950.
ويذكر أنه تقدم عام 1929 مع خمسة نواب كرد آخرين (وهم إسماعيل بك راوندوري وجمال رشيد بابان من أربيل، ومحمد صالح بك وسيف الله خاندان من السليمانية ومحمد جاف من كركوك) بتوحيد كردستان في منطقة إدارية واحدة واعتماد اللغة الكردية فيها في الإدارة والتعليم، لكن الطلب رفض.
وفي عام 1948 حينما خرجت مظاهرات ضد معاهدة بورتسموث، حاول المتظاهرون الهجوم على سيارات الحمل التي يمتلكها حازم بك وهي تحمل الحنطة وحينما علم حازم بك بالأمر قام بتوزيع تلك الحنطة على الفقراء والمساكين في المنطقة.
كما يذكر دوره في إيواء الأرمن في زاخو عام 1915.
كما كانت له نشاطات تنموية مثل إنشاء الطرق والمساكن واقتصادية ودعم الزراعة الري من خلال فتح قنوات المياه مثل ساقية حازم بك، وكذلك إدخال مفاقس الصيصان وحقول تربية المواشي.

## وفاته
توفي 3 حزيران 1954 في الموصل، ودفن في زاخو، فأعلن الحداد في زاخو وامتنع الناس عن الزواج لمدة سنة وأقيم له نصب تذكاري في الحديقة العامة للمدينة.
خلفه ابنه ديندار حازم بك ليفوز بمنصب نيابي، لكنه تعرض لقمع الحكومة بعد ثورة 14 تموز 1958.